# Sidhi (district)
Sidhi is een district van de Indiase staat Madhya Pradesh. In 2001 telde het district 1.830.553 inwoners op een oppervlakte van 10.520 km². Het oostelijke deel splitste zich in 2008 echter af en vormt sindsdien het district Singrauli.
Hoofdstad: Bhopal
Districten: